# Гражданин поэт
«Граждани́н поэ́т» — проект продюсера Андрея Васильева, в котором заслуженный артист Российской Федерации Михаил Ефремов, а с декабря 2022 года — актёр Артур Смольянинов, читают стихи на «злобу дня», написанные Дмитрием Быковым и Орлушей в жанре политической сатиры на манер известных писателей и поэтов. Вышло более 50 выпусков.

## История проекта

### На телеканале «Дождь»
Первоначально это был телевизионный проект телеканала «Дождь». Первые пять выпусков прошли на нём под заголовком «Поэт и гражданин», совпадающим с названием знаменитого стихотворения Н. А. Некрасова «Поэт и гражданин», написанного в 1855—1856 годах.
Шестую серию о разногласиях премьер-министра России Владимира Путина и президента Дмитрия Медведева телеканал «Дождь» по решению Натальи Синдеевой не пустил в эфир. Причиной стало то, что Дмитрий Быков резко высказался против того, что редакторы «Дождя» изменили текст стихотворения без согласования с ним. После этого проект предложили купить радиостанции «Эхо Москвы» для радиотрансляции.

### На портале F5 и в эфире «Эха Москвы»
11 апреля 2011 года стало известно, что права на трансляцию проекта в интернете были приобретены медиагрупой «Живи!», основанной в 2008 году Михаилом Прохоровым и Владимиром Яковлевым, и выпускающей журналы «Сноб» и «Русский пионер». После смены владельца проект был переименован в «Гражданин поэт». Аудиоверсия проекта выходила в эфире радиостанции «Эхо Москвы» по понедельникам в 08:17, 10:07 и 18:40. Архив выпусков также был доступен на сайте радиостанции до его отключения 4 марта 2022 года во время ликвидации «Эха Москвы», причём новый выпуск появлялся там ещё до выхода выпуска на сайте F5.
Новые выпуски проекта появлялись каждый понедельник в формате видео на портале F5 медиагруппы «Живи», а в формате аудио — в эфире и на сайте радиостанции «Эхо Москвы». К концу февраля 2012 года общее количество просмотров роликов только на официальном канале проекта на портале YouTube превысило 13 миллионов.

### «Живые» концерты
31 мая 2011 года в московском «КиноКлубе на Винзаводе» состоялся «живой концерт» проекта, в ходе которого Дмитрий Быков, в частности, написал стихотворение на выбранную зрителями тему (об этом вышел специальный выпуск проекта под названием LIVE). 24 июня 2011 года прошёл «живой концерт» проекта в Московском театре эстрады (сообщение об этом появилось в 11-м выпуске), 1 июля там же состоялся дополнительный концерт. 22 и 23 сентября 2011 года состоялись новые концерты в театре эстрады (объявление появилось в 22-м выпуске). Осенью 2011 года регулярно проходили концерты проекта в Москве и Санкт-Петербурге.

### Награды
13 декабря 2011 года проект «Гражданин поэт» получил премию «ПолитПросвет», награда была присуждена создателям проекта Андрею Васильеву, Дмитрию Быкову и Михаилу Ефремову. Сами лауреаты попасть на церемонию награждения не смогли, поскольку на этот вечер у них был назначен спектакль.

### Завершение
Проект «Гражданин поэт» был завершён 5 марта 2012 года (на следующий день после выборов Президента Российской Федерации). В тот же вечер прошёл большой концерт в «Крокус Сити холл» под названием «Гражданская панихида», где стихи исполнял не только Михаил Ефремов, но и целый ряд медийных личностей. 5 марта 2023 года, в день 70-летия со смерти Сталина, запись концерта была опубликована на официальном канале проекта на YouTube.

### Выпуски «Гражданина поэта» в рамках проекта «Господин хороший»
4 мая 2013 года в рамках нового проекта Васильева, Быкова и Ефремова «Господин хороший» вышел выпуск «Гражданина поэта» без номера под названием «Жертвопредложение», созданный на основе творчества Андрея Вознесенского.
18 июня 2013 года в рамках проекта «Господин хороший» вышел выпуск «Гражданина поэта» под названием «Дядя Стёпа — трансформэр», что стало продолжением произведений о Михаиле Прохорове «Дядя Стёпа — миллиардер» (23 мая 2011 года) и «Дядя Стёпа — миллиардер 2».
27 июня 2013 года вышел третий выпуск «Гражданина поэта» в рамках «Господина хорошего» под названием «Демоны нации», и вновь было использовано произведение Андрея Вознесенского.

#### Выпуски «Гражданина поэта» в прямом эфире телеканала «Дождь»
Также известен ряд выступлений, относящихся к проекту «Гражданин поэт», которые не выходили на официальном канале на YouTube. В основном это живые выступления Михаила Ефремова в студии телеканала «Дождь».
В интернете доступно выступление Ефремова в марте 2013 года на телеканале «Дождь» в образе Корнея Чуковского (на заднем плане при выступлении артиста размещён один из стоп-кадров выпуска № 16 от 27 июня 2011 года). Ефремов читает стихотворение Орлуши, посвящённое финансовому кризису на Кипре.
В марте 2013 года Ефремов в образе Василия Качалова читал «Дай, Конни, лапу мне». Использовано стихотворение Сергея Есенина «Собаке Качалова» («Дай, Джим, на счастье лапу мне»). Видео доступно в интернете.
26 марта 2013 года в эфире «Дождя» Ефремов в образе Есенина читал стихотворение «До свидания, враг мой», посвящённое смерти Бориса Березовского.
23 апреля 2013 года на сайте «Дождя» появилась «Песенка озорного Минфина» о возможном возвращении Алексея Кудрина в «большую политику» (использована песня Булата Окуджавы «Когда воротимся мы в Портленд», известная в исполнении Леонида Филатова в фильме «Из жизни начальника уголовного розыска»).

#### YouTube-проект «Господин заразный»

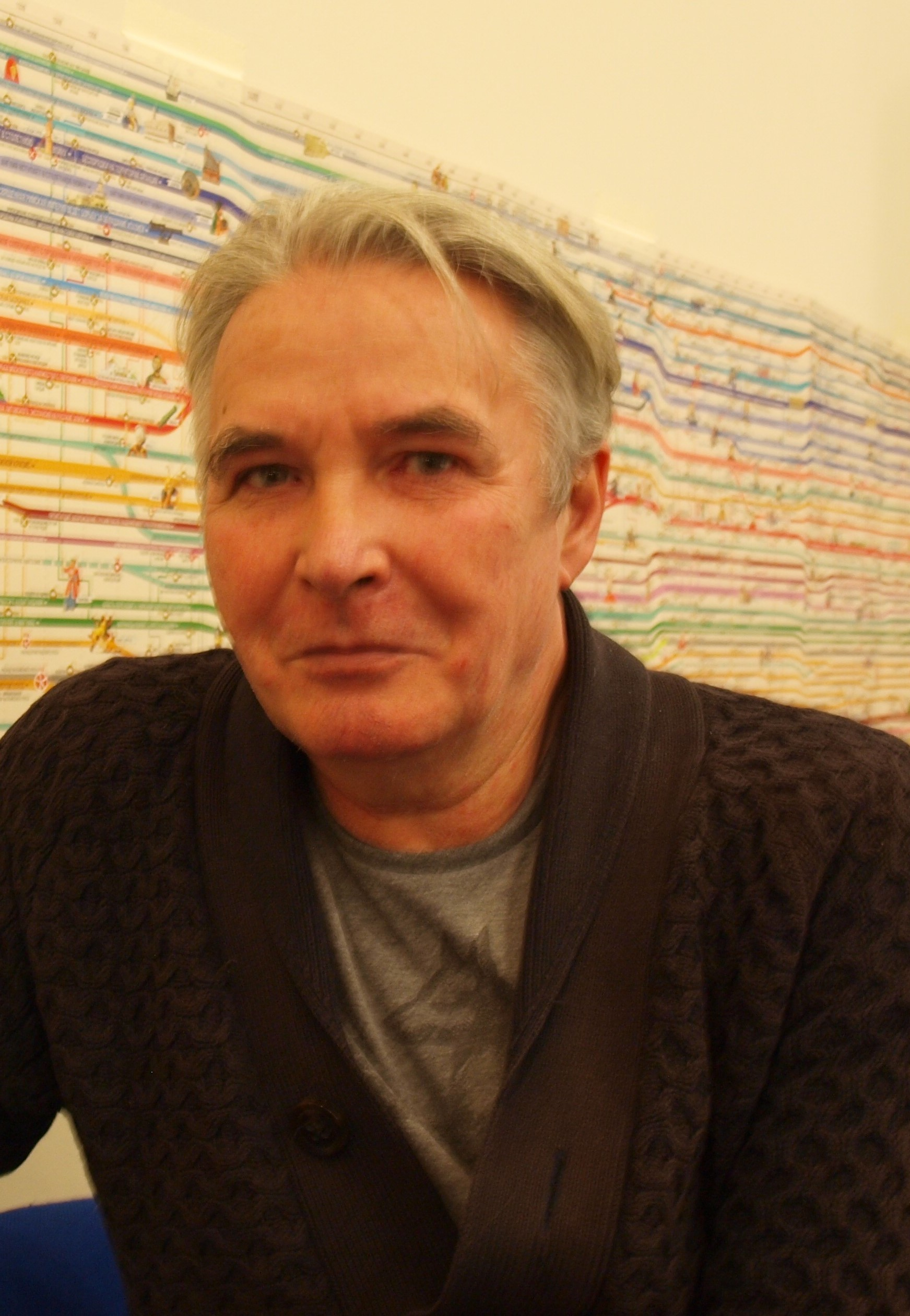
Андрей Орлов (Орлуша)

В 2014—2019 годах проект продолжался в концертном режиме и специальных съёмок для ТВ и интернета не осуществлялось. В апреле 2020 года в связи с пандемией коронавируса проект получил новое развитие под названием «Господин заразный». В рамках этого проекта в режиме «съёмки на удалёнке» стихи на актуальную тематику, как и ранее, Михаил Ефремов исполнял (до 7 мая 2020) на стихи Орлуши. Проект прекратил своё существование после резонансного ДТП с участием Ефремова.

### Возрождение проекта в 2022 году
20 декабря проект был возрождён под прежним названием «Гражданин поэт». Выпуски выходят на платформе онлайн-журнала «Спектр-Пресс», а затем и на официальном канале проекта на YouTube. В еженедельном формате выпуски стали выходить с конца января 2023 года. Автором стихов являются Дмитрий Быков (в основном) и Орлуша. Стихи и песни на эти стихи исполняет актёр Артур Смольянинов.

## Список выпусков
| №        | Название                                 | Поэт                         | Содержание | Время | Дата выхода      | Ссылка       |
| -------- | ---------------------------------------- | ---------------------------- | --- | ----- | ---------------- | ------------ |
| Пилот    | —                                        | А. С. Пушкин                 | О том, что Хосни Мубарак никогда не уйдёт с поста президента Египта, так как «образцом» для него является Владимир Путин. Васильев настоял на том, чтобы пилотный выпуск не выходил в эфир, а через несколько дней Мубарак всё-таки подал в отставку. Выпуск не доступен для просмотра. | —     | —                | —            |
| 1        | Стих о женской доле / Что-то женское     | Н. А. Некрасов               | Посвящён скандальному интервью Натальи Васильевой, пресс-секретаря Хамовнического суда, в котором она подтвердила, что на судью Виктора Данилкина в ходе второго процесса над Ходорковским оказывалось давление. | 2:58  | 15 февраля 2011  | YouTube      |
| 2        | Арабский вариант / Скажи-ка, Дима        | М. Ю. Лермонтов              | «Арабская весна». О событиях в арабском мире в конце 2010 — начале 2011 годов и их возможной экспозиции на Россию. Основа — одно из самых известных стихотворений Лермонтова «Бородино», написанное в 1837 году. | 2:18  | 24 февраля 2011  | YouTube      |
| 3        | Горе от ума / Горе и умняк               | А. С. Грибоедов              | Письмо российских деятелей в защиту судебной системы | 3:48  | 7 марта 2011     | YouTube      |
| 4        | Ворона и лисица / Басня о Родине         | И. А. Крылов                 | Благотворительный вечер фонда «Федерация», после которого все собранные деньги растворились в карманах организаторов | 4:10  | 14 марта 2011    | YouTube      |
| 5        | Тряслися грозно Пиренеи / Не фть!        | А. С. Пушкин                 | Мировые катаклизмы и зависимость России от экспорта нефти | 3:47  | 21 марта 2011    | YouTube      |
| б/н      | Двуглавое / В тандеме вот что происходит | Е. А. Евтушенко              | Тандем Медведева и Путина. О разногласиях премьера и президента. Ефремов читает уже второй, исправленный, вариант стихотворения, где отсутствуют слова про тень и ещё некоторые особо обидные для президента строки, зато присутствует легкий укол в адрес «Дождя». Существует запись, где Дмитрий Быков читает первую полную версию своего стихотворения, а также концертная запись исполнения Ефремовым последней версии стихотворения «В тандеме вот что происходит…». | 2:54  | 28 марта 2011    | YouTube      |
| 6        | Граждане бесы                            | А. С. Пушкин (2)             | Тандем Медведева и Путина и выборы 2012 года | 3:48  | 18 апреля 2011   | F5YouTube    |
| 7        | Без ансамбля                             | Б. Ш. Окуджава               | Михаил Ефремов в образе Булата Окуджавы рассказывает об обращении ижевских православных священнослужителей касательно недостойных на их взгляд действий патриарха Кирилла. Во второй части речь идёт о выступлении известного врача Леонида Рошаля, посвящённого проблемам в Министерстве здравоохранения и социального развития России. В заключении упоминается выступление Владимира Путина в Государственной думе. Стихотворение написано на основе песни «Женюсь, женюсь» на музыку Исаака Шварца из кинофильма 1974 года «Соломенная шляпка» | 3:33  | 25 апреля 2011   | F5YouTube    |
| 8        | «Не жалею, не зову, не плачу»            | С. А. Есенин                 | Визит Медведева на «Дождь» 25 апреля 2011 года. В стихотворении автор рассуждает о заслугах Медведева на посту президента и его деятельности после окончания президентского срока в 2012 году. Выпуск интересен необычным звуковым сопровождением отдельных фраз. На концерте «Гражданская панихида» стихотворение прочитал участник команды КВН «ПриМа» Антон Сасин, известный своими пародиями на Медведева. | 2:23  | 2 мая 2011       | F5YouTube    |
| 9        | Сами с Осамой                            | В. С. Высоцкий               | Проводится параллель между уничтожением американскими спецслужбами Усамы Бен Ладена 2 мая 2011 года и отношениями правительства России с бывшими боевиками. | 2:30  | 10 мая 2011      | F5YouTube    |
| 10       | Сводка с фронта                          | К. М. Симонов                | О создании по инициативе Владимира Путина Общероссийского народного фронта. Проводится параллель между новым объединением и Национальным фронтом французского политика Жан-Мари Ле Пена. | 1:54  | 16 мая 2011      | F5YouTube    |
| 11       | Дядя Стёпа — миллиардер                  | С. В. Михалков               | Об олигархе Михаиле Прохорове и его намерении возглавить партию «Правое дело». В тексте упоминается некий «самый главный великан», который вызвал дядю Стёпу/Мишу, и предложил ему заняться политикой. В стихотворении достаточно подробно перечисляются экономические активы Прохорова. Одно из наиболее популярных стихотворений проекта: к началу ноября 2011 года на официальном канале проекта в YouTube выпуск был просмотрен более 500 000 раз. На прощальный вечер «Гражданина Поэта» это стихотворение пришёл послушать сам главный герой пародии, Михаил Прохоров. В конце 2012 года на презентации проекта «Господин хороший» Ефремов в образе Михалкова прочитал продолжение «Дядя Стёпа — миллиардер 2» | 3:17  | 23 мая 2011      | F5YouTube    |
| 12       | Операция Хы                              | народное                     | Современный вариант популярной, считающейся народной песни «Постой, паровоз». В ходе пресс-конференции 18 мая 2011 года Дмитрий Медведев заявил, что выход на свободу Ходорковского «абсолютно ничем не опасен». В тексте песни выражается удивление, вызванное этим заявлением президента. | 4:05  | 30 мая 2011      | F5YouTube    |
| 13       | Огурец-убийца                            | В. В. Маяковский             | О запрете на ввоз в Россию овощей и ягод из стран ЕС в связи с эпидемией кишечной палочки. Идёт речь о том, что овощей хватает и в самой России, при этом слово «овощи» применяется не только в кулинарном смысле, но и в отношении части населения страны. | 3:20  | 6 июня 2011      | F5YouTube    |
| Live     | На сцене Дмитрий Быков                   | С. В. Михалков               | Гей-парад, День пограничника и Марш несогласных | 2:33  | 7 июня 2011      | YouTube      |
| 14       | Убийственная тема                        | А. Т. Твардовский            | Убийство бывшего полковника российской армии Юрия Буданова | 2:29  | 13 июня 2011     | F5YouTube    |
| 15       | Ананасы в червях                         | Игорь Северянин              | Отставка губернатора Тверской области Дмитрия Зеленина | 3:23  | 20 июня 2011     | F5YouTube    |
| 16       | Селигерище                               | К. И. Чуковский              | Решение Хамовнического суда по иску Якеменко к Кашину | 4:18  | 27 июня 2011     | F5YouTube    |
| 17       | Не надо грязи!                           | М. Ю. Лермонтов (2)          | Намерение Путина после выборов «заняться гигиеной» | 2:54  | 4 июля 2011      | F5YouTube    |
| б/н      | Ефремов бредит                           | А. Вознесенский              | Нургалиев заявил о том, что «толстые и пузатые милиционеры не пройдут переаттестацию» | 3:13  | 6 июля 2011      | YouTube      |
| 18       | Улётная                                  | М. В. Исаковский             | Ураган на Селигере и запрет Немцову и Милову покидать Россию | 2:49  | 11 июля 2011     | F5YouTube    |
| 19       | Подмосковные венчура                     | А. Л. Барто                  | Расширение территории Москвы в 2,4 раза | 3:44  | 18 июля 2011     | F5YouTube    |
| 20       | Шизорванка                               | А. А. Блок                   | Акция «Порву за Путина» | 2:37  | 25 июля 2011     | F5YouTube    |
| 21       | Баллада об удодах                        | А. Н. Вертинский             | Отказ Платону Лебедеву в условно-досрочном освобождении | 3:32  | 1 августа 2011   | F5YouTube    |
| 22       | Романс полиционера                       | Е. А. Баратынский            | Нургалиев интересуется, кто что слушает, читает и смотрит | 3:24  | 8 августа 2011   | F5YouTube    |
| 23       | Гомерическое                             | О. Э. Мандельштам            | Погружение Путина на дно Таманского залива | 4:03  | 15 августа 2011  | F5YouTube    |
| 24       | Двадцать лет — ни хрена нет              | В. В. Маяковский (2)         | 20-летие августовского путча ГКЧП | 3:36  | 22 августа 2011  | F5YouTube    |
| 25       | Интернационал                            | Р. Г. Гамзатов               | Обострение в России националистических настроений | 3:09  | 29 августа 2011  | F5YouTube    |
| 26       | Калина жёлтая                            | С. А. Есенин (2)             | Исчезновение асфальта с трассы Чита — Хабаровск | 4:07  | 4 сентября 2011  | F5YouTube    |
| 27       | Отче ваш                                 | Д. И. Хармс                  | Намерение Охлобыстина участвовать в президентских выборах | 3:09  | 11 сентября 2011 | F5YouTube    |
| 28       | Правое дельце                            | И. А. Бродский               | Прохоров ушёл из партии «Правое дело», назвав Суркова кукловодом | 3:45  | 19 сентября 2011 | F5YouTube    |
| 29       | Великий стих о великом кине              | С. А. Есенин (3)             | Выдвижение «Цитадели» Михалкова в кандидаты на премию «Оскар» | 3:03  | 26 сентября 2011 | F5YouTube    |
| 30       | Спектакль года                           | Уильям Шекспир               | Медведев предложил кандидатуру Путина на пост президента | 2:59  | 3 октября 2011   | F5YouTube    |
| 31       | Айпадло                                  | Н. А. Некрасов (2)           | Смерть основателя компании Apple Стива Джобса | 3:29  | 10 октября 2011  | F5YouTube    |
| 32       | Хій (украинский рэп)                     | Н. В. Гоголь                 | Обвинительный приговор бывшему премьеру Украины Юлии Тимошенко | 4:21  | 17 октября 2011  | F5YouTube    |
| 33       | Обкаркались                              | Эдгар Аллан По               | Гибель Каддафи и слова Маккейна о том, что это может стать предостережением для Путина | 4:21  | 24 октября 2011  | F5YouTube    |
| 34       | Путин и мужик                            | А. Т. Твардовский (2)        | Участие Медведева и Путина в уборке на комбайнах кукурузы | 4:01  | 31 октября 2011  | ТекстYouTube |
| 35       | Ходячий больной                          | А. А. Вознесенский (2)       | Русский марш | 3:30  | 6 ноября 2011    | ТекстYouTube |
| 36       | Мэра пресечение                          | О. Э. Мандельштам (2)        | Возвращение из-за границы Лужкова для дачи показаний по делу «Банка Москвы» | 3:00  | 14 ноября 2011   | ТекстYouTube |
| 37       | Сбитые летчиком                          | М. Ю. Лермонтов (3)          | Предложения Онищенко запретить въезд в Россию таджикам | 4:00  | 21 ноября 2011   | ТекстYouTube |
| 38       | Боже мой                                 | Б. Л. Пастернак              | В очереди к поясу Богородицы можно простоять больше суток | 3:09  | 28 ноября 2011   | ТекстYouTube |
| 39       | Спасибо, что бухой                       | В. С. Высоцкий (2)           | Выход в прокат фильма «Высоцкий. Спасибо, что живой», парламентские выборы 4 декабря | 3:39  | 5 декабря 2011   | ТекстYouTube |
| 40       | Песнь о дуривестнике                     | Максим Горький               | Митинг протеста на Болотной площади в Москве, собравший более 50 000 человек. | 5:10  | 12 декабря 2011  | ТекстYouTube |
| 41       | Свежий закон джунглей                    | Редьярд Киплинг              | Путин во время разговора с народом назвал митингующих за честные выборы «бандерлогами» | 4:44  | 19 декабря 2011  | ТекстYouTube |
| 42       | Я вам послал                             | А. С. Пушкин (3)             | Послание президента Медведева Федеральному собранию | 3:12  | 26 декабря 2011  | ТекстYouTube |
| 43       | Новогодний сюрприз                       | Ю. В. Андропов               | Поздравление с Новым годом от имени лежащего в гробу генсека ЦК КПСС Юрия Андропова | 4:16  | 31 декабря 2011  | ТекстYouTube |
| 44       | Задебатый                                | А. Л. Барто (2)              | Отказ Путина участвовать в предвыборных дебатах | 3:05  | 16 января 2012   | ТекстYouTube |
| 45       | Оно не тонет                             | Н. С. Гумилёв                | Крушение лайнера Costa Concordia и российские реалии | 3:37  | 23 января 2012   | ТекстYouTube |
| 46       | Наши — все                               | М. А. Светлов                | Джулиан Ассанж согласился вести программу на канале Russia Today | 3:36  | 29 января 2012   | ТекстYouTube |
| б/н      | «Гражданин поэт» для «Русского пионера»  | Дмитрий Быков                | Специальный выпуск для журнала «Русский пионер» | 7:07  | 2 февраля 2012   | YouTube      |
| 47       | Wow! Компания какая!                     | С. В. Михалков (2)           | Массовые митинги в Москве | 4:50  | 6 февраля 2012   | ТекстYouTube |
| 48       | Холод собачий                            | А. А. Тарковский             | Аномальные морозы в Европе и России, внутренний холод | 2:59  | 12 февраля 2012  | ТекстYouTube |
| 49       | Тёртая дюжина                            | А. А. Блок (2)               | Про последние 12 лет и ситуацию с радиостанцией «Эхо Москвы» | 3:52  | 19 февраля 2012  | YouTube      |
| 50       | Все умрут, а я останусь                  | В. Р. Цой                    | Речь Владимира Путина в Лужниках 23 февраля | 3:39  | 27 февраля 2012  | YouTube      |
| 51       | На смерть проекта                        | И. В. Сталин                 | Возрождение сталинских времён | 3:39  | 5 марта 2012     | YouTube      |
| б/н      | Дай, Конни, лапу мне                     | С. А. Есенин                 | |       | 11 марта 2013    | mail.ru      |
| б/н      | Краденые бабки                           | К. И. Чуковский (2)          | Финансовый кризис на Кипре |       | 18 марта 2013    |              |
| б/н      | Письмо врагу                             | С. А. Есенин                 | На смерть Березовского |       | 26 марта 2013    |              |
| б/н      | Песенка озорного Минфина                 | Б. Ш. Окуджава               | Возможность возвращения Алексея Кудрина в «большую политику» | 3:14  | 23 апреля 2013   | Сайт «Дождя» |
| б/н      | Жертвопредложение                        | А. А. Вознесенский (3)       | Массовое убийство в Белгороде | 3:34  | 4 мая 2013       | YouTube      |
| б/н      | Дядя Стёпа — трансформэр                 | С. В. Михалков (3)           | Отказ Прохорова от участия в выборах мэра Москвы | 4:38  | 18 июня 2013     | YouTube      |
| б/н      | Демоны нации                             | А. А. Вознесенский (4)       | Слухам о девальвации рубля, спровоцированным неосторожными словами министра финансов Антона Силуанова, посвящается... | 4:13  | 27 июня 2013     | YouTube      |
| б/н      | За всё хорошее!                          | В. В. Маяковский (3)         | Хорошо ли жить в России в канун 2015 года? | 3:29  | 24 декабря 2014  | YouTube      |
| б/н (01) | Стрёмная ночь                            | М. Н. Бернес                 | Обстрелы Россией гражданской инфраструктуры на Украине | 4:37  | 21 дек 2022      | YouTube      |
| б/н (02) | Сколько раз не папуас                    | К. И. Чуковский (3)          | О странствиях министра иностранных дел Лаврова по Африке | 4:48  | 31 янв 2023      | YouTube      |
| б/н (03) | Сталинградская ботва                     | А. А. Вознесенский (5)       | О визите Путина в Волгоград и его трёхдневном переименовании в Сталинград | 4:49  | 7 фев 2023       | YouTube      |
| б/н (04) | С кем кончает В. В. Путин                | З привiтом вiд Лесi Українкi | К введению санкций против Алины Кабаевой и Светланы Кривоногих | 4:59  | 13 фев 2023      | YouTube      |
| б/н (05) | Отцепленный броневагон В. В. Путина      | С. Я. Маршак                 | О пересадке Путина с самолётов в личный бронепоезд | 4:23  | 20 фев 2023      | YouTube      |
| б/н (06) | Дед Мороз против Деда Отмороза           | Н. А. Некрасов (3)           | О мифе российской госпропаганды о «замерзающей Европе» и действительно сильных морозов в день митинга-концерта в Лужниках | 4:21  | 27 фев 2023      | YouTube      |
| б/н (07) | ЧВК «Рёдан»: куплен и продан             | С. Я. Маршак (2)             | Детская тема заставила снова призвать в соавторы Самуила Яковлевича Маршака. В новом выпуске Артур Смольянинов с подачи Андрея "Орлуши" Орлова заглядывает в банку с пауками. | 4:22  | 7 мар 2023       | YouTube      |
| б/н (08) | Срач на районе                           | В. С. Высоцкий (3)           | Поздравляем Алексея Навального с Оскаром, а также обращаем внимание на противостояние Алексея Венедиктова с ФБК. Как бы отреагировал на это наш постоянный со-автор Владимир Семёнович Высоцкий? | 6:45  | 14 мар 2023      | YouTube      |
| б/н (09) | Гаагские тёрки                           | А. Т. Твардовский (3)        | Артур Смольянинов вписался за двойника Владимира Путина. В новом выпуске Гражданина Поэта Дмитрий Быков призвал в соавторы Александра Трифоновича Твардовского и его бессмертного Василия Тёркина | 4:25  | 21 мар 2023      | YouTube      |

## Оценки
- «Предъявлять претензии проекту „Гражданин поэт“ — значит с ходу выставить себя неблагодарной скотиной. Кроме шуток: авторы „Гражданина“, при всей своей вселенской популярности, реально ходят по краю: чем заканчиваются попытки шутить над первыми лицами сегодняшней России, можете спросить у авторов программы „Куклы“ или авторов программы „Намедни“. По крайней мере одно из этих первых лиц не лишено самоиронии, но крайне нервно воспринимает прямые насмешки, самому „Гражданину“ уже довелось пережить закрытие и переименование, а что будет с нынешними любимцами славы, когда одно из первых лиц окончательно перестанет быть „одним из“, бог весть»[49] — Юрий Сапрыкин, 2011.

## Слоган
В 2011-2013 годах выпуски проекта начинались слоганом «юрийгагарин в одно слово с маленькой буквы представляет». В 1-м и 2-м выпуске проект представлял только «юрийгагарин», выпуски 3—5 были представлены в начальных титрах также телеканалом «Дождь» (хотя все выпуски 1—5 вышли на «Дожде»). Невышедший на «Дожде» выпуск (стилизация Евтушенко) доступен без титров и названия. Начиная с 6-го выпуска проект опять представляет только «юрийгагарин», при этом части фразы «в одно слово» и «с маленькой буквы» переставлены местами. Радиоверсия проекта, выходившая по понедельникам на волнах станции «Эхо Москвы», предваряется словами «эхомосквы с маленькой буквы в одно слово и юрийгагарин в одно слово с маленькой буквы представляют».
В 2020 году выпуски «Господина заразного» выходили со слоганом «карантинпоэт».
С 2022 года выпуски продолжили использовать традиционный слоган «юрийгагарин в одно слово с маленькой буквы представляет», озвученный Михаилом Ефремовым в 2011-2013 годов.
Создатель проекта Андрей Васильев в интервью телеканалу «Дождь» в феврале 2011 года сообщил, что у него некогда была рекламная фирма под названием «юрийгагарин», и это слово в начале каждой серии было для него приятным сюрпризом от других людей, работающих над проектом.

## Книги, диски
- 2012 - Книга: Гражданин Поэт. 31 номер художественной самодеятельности. Граждане бесы. (с DVD). Авторский сборник. Изд. КоЛибри, 144 с., тираж 25000 экз., ISBN 978-5-389-03165-4 (отпечатано в Венгрии)
- 2012 - Аудиокнига CD: Гражданин поэт. 31 номер художественной самодеятельности. Граждане бесы. (MP3). Изд. Студия АРДИС.[50]
- 2012 - iOS-приложение Гражданин Поэт, включающее в себя все выпуски и уникальные материалы, появилось в AppStore